# خطوط جيلولا

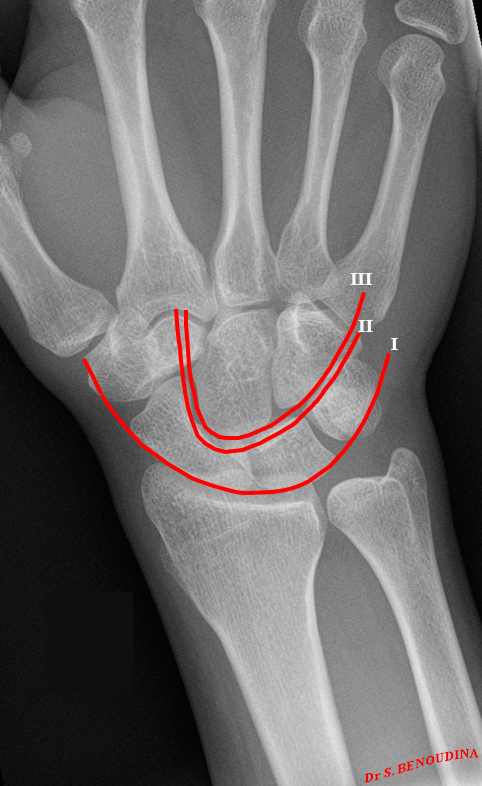
خطوط جيلولا الرسغية

خطوط جيلولا (بالإنجليزية: Gilula's lines)‏ هي ثلاثة أقواس مرسومة على صورة إشعاعية أمامية خلفية للرسغ تستخدم لتقييم محاذاة عظام الرسغ.

## الاستخدام السريري
يجب ألا يكون هناك اختلاف في محيط الخطوط عند رسمها على معصم عادي.
| القوس الأول  | يمر على طول التحدب الداني من العظم القاربي والعظم الهلالي والعظم المثلثي |
| القوس الثاني | يمر على طول التحدب القاصي من العظم القاربي والعظم الهلالي والعظم المثلثي |
| القوس الثالث | يمر على طول الانحناءات الدانية للعظم الكبير والعظم الكلابي               |